# 维多利亚柏林
维多利亚柏林利希特费尔德-滕珀尔霍夫1899足球俱乐部注册协会（德語：FC Viktoria 1889 Berlin Lichterfelde-Tempelhof e. V.）简称维多利亚柏林（Viktoria Berlin），是一家来自柏林市辖区施泰格利茨-采伦多夫内利希特费尔德的体育俱乐部，成立于2013年7月1日，由多届德国足球锦标赛冠军暨前纪录冠军维多利亚1899与柏林利希特费尔德合并而成。
2015年，维多利亚柏林成为德国最大的现役足球部门，设有约65支各级球队合共逾1600名球员。其男子一线队于2021-22赛季升入德国足球丙级联赛作赛。这是在11场比赛中取得全胜后，德国东北足球协会主席团即宣布其为2020-21赛季东北地区联赛冠军，该联赛因新冠病毒疫情而被取消。自2014-15赛季以来，维多利亚柏林的女子一线队一直参加女子东北地区联赛（第3级）。19岁和17岁以下梯队则分别参加U-19德甲联赛和U-17德甲联赛。
根据俱乐部的主色调，维多利亚柏林下属球队也被称为天蓝队。